# Dayán Viciedo
Dayán Viciedo Pérez (ur. 10 marca 1989) – kubański baseballista występujący na pozycji lewozapolowego w Chunichi Dragons.
Viciedo podpisał w 2008 roku 10-letni kontrakt wart 10 milionów dolarów jako wolny agent z Chicago White Sox i początkowo występował w klubach farmerskich tego zespołu, między innymi w Charlotte Knights, reprezentującym poziom Triple-A. W Major League Baseball zadebiutował 20 czerwca 2010 w meczu przeciwko Washington Nationals, rozgrywanym w ramach interleague play, w którym zaliczył uderzenie. 5 lipca 2010 w spotkaniu z Los Angeles Angels of Anaheim zdobył pierwszego w karierze home runa.
W lutym 2015 podpisał niegwarantowany kontrakt z Toronto Blue Jays, który został rozwiązany 31 marca 2015. W czerwcu 2015 podpisał niegwarantowaną umowę z Oakland Athletics.
W grudniu 2015 związał się roczną umową z występującym w Nippon Professional Baseball Chunichi Dragons.